# Niedergösgen
Niedergösgen is een gemeente en plaats in het Zwitserse kanton Solothurn en maakt deel uit van het district Gösgen.

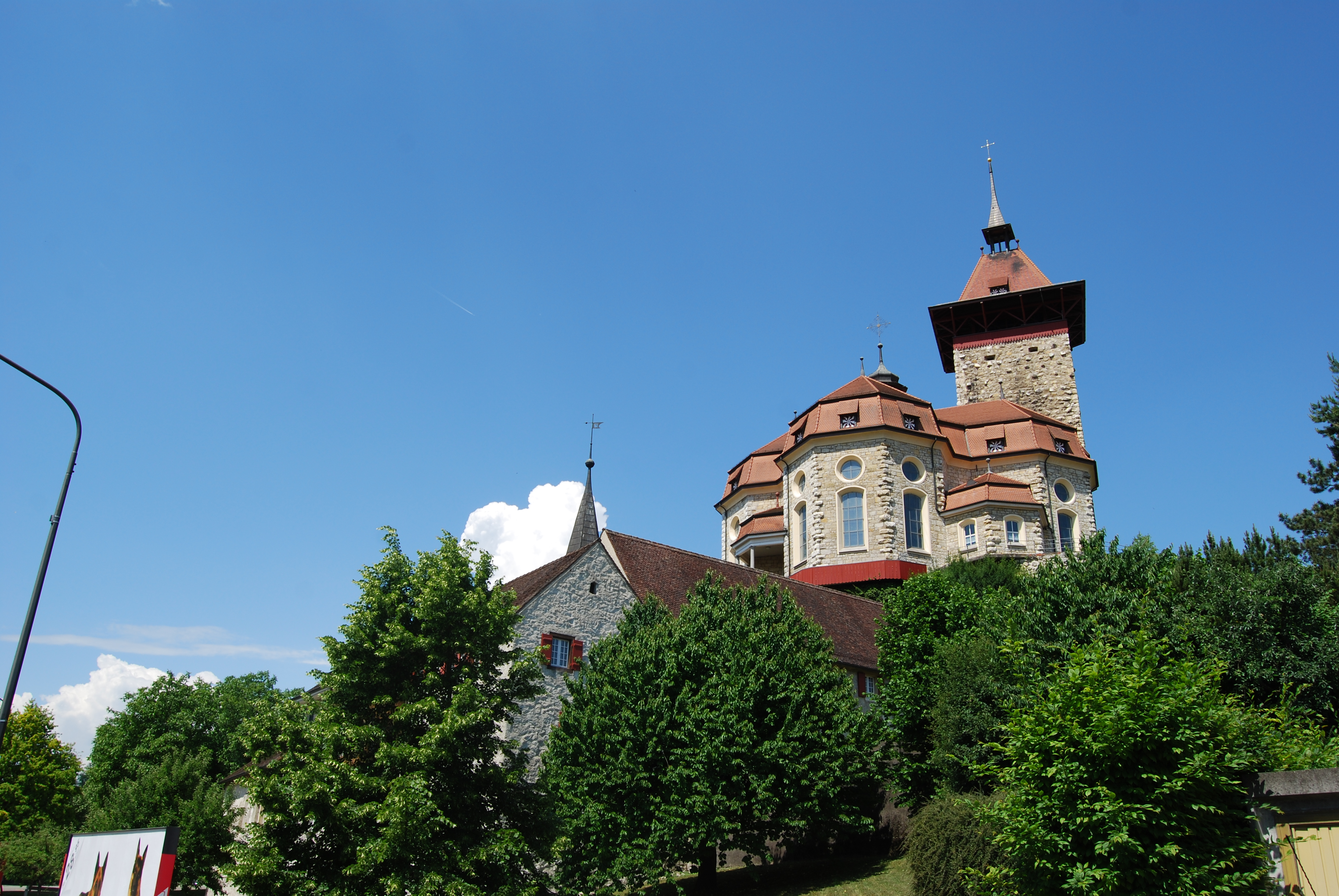
Niedergösgen

Niedergösgen telt 3790 inwoners.